# Micrococcus luteus
Micrococcus luteus és un eubacteri no patogen grampositiu, esfèric, sapròfit de la família del Micrococcaceae. En tractar-se d'un organisme aeròbic es pot trobar al sòl, a la pols, l'aigua o l'aire i com a part de la flora que es troba a la pell dels mamífers. Als humans, el bacteri també colonitza la boca, les mucoses, l'orofaringe i el tracte respiratori superior.
Tot i que M. luteus no és patogen i habitualment és vist com un contaminant, ha de ser considerat com un factor emergent d'infeccions nosocomials en pacients immunodeficints.
M. luteus dona negatiu en el test de la coagulasa, és susceptible a la bacitracina i forma colònies d'un color groc brillant sobre un medi com l'agar-agar. El test de la susceptibilitat a la bacitracina permet confirmar que no es tracte de Staphylococcus aureus.